# جامعة جيتومير التطبيقية الحكومية
جامعة جيتومير التطبيقية الحكومية مؤسسة تعليم عالي أوكرانية، (بالأوكرانية: Державний університет Житомирська політехніка) هي جامعة تقع في زيتومير أوبلاست، أوكرانيا. تأسست هذه الجامعة في سنة 1960